# Alexis Conran
Alexis Conran (aka Alex Conran) es un actor, escritor y presentador de televisión británico. Nació en París Del sur, Francia, y se mudó a Grecia cuándo era un niño.

## Primeros años
Su padre era adicto de juego y se endeudó. Cometió varios delitos hasta que fue arrestado. Cuándo Conran tenía 7 años, sus padres se divorciaron. Fue criado por su madre con ayuda de sus abuelos.

## Carrera
En 2000, Conran protagonizó en el vídeo de música para Blockhead  "Insomniac Olympics", dirigido por Sam Arthur.[cita requerida] Más tarde ese año tendría un rol más pequeño en la miniserie de televisión Noches árabes, interpretando al Príncipe Ali.
Entre sus caracterizaciones se incluye 'Excuses!' en el 2003.
Fue coescritor y presentador (confidence trickster) en el 2006-2012 de la serie The Real Hustle de la BBC Tres. En 2015 protagonizó en el show el Man v Expert en el Discovery Channel, en el que  utilizó varios trucos para derrotar expertos en su propio campo de especialidad. En 2013 Alexis hizo Hustling America para el Canal 5 y National Geographic.
Ha ayudado en el show Office of Fair Trading para evitarle a los consumidores ser víctima de fraudes.
Sus otros roles televisivos incluyen 2 episodios protagonizando en la temporada 5 de la serie The Walking Dead, cuando Michael Sherman. Apareció en el show Wire in the Blood. También protagonizó en una publicidad de televisión para Zovirax. En el 2013 apareció en el Canal 4 en Eye Spy y en agosto del 2015 presentó en el show The Wright Stuff en el Canal 5 mientras el anfitrión estuvo de vacaciones.
Alexis interpreta Dr. Petridis en ITV The Durrells. 
En 2016 Alexis empezó su show radiofónico propio The Radio Hustle cada sábado 1-3pm en TalkRADIO
Es parte de la alineación de celebridades de la versión británica de MasterChef del 2016.
Conran es miembro del The Magic Circle y Equity.

## Vida personal
Es fan del club de fútbol inglés Manchester United.